# Exocentrus interruptefasciatus
Exocentrus interruptefasciatus là một loài bọ cánh cứng trong họ Cerambycidae.